# Gruny
Gruny település Franciaországban, Somme megyében. Lakosainak száma 306 fő (2022. január 1.). Gruny Carrépuis, Champien, Crémery, Fresnoy-lès-Roye, Goyencourt, Rethonvillers és Roye községekkel határos.

## Népesség
A település népességének változása:
| Lakosok száma | 340  | 328  | 326  | 324  | 314  | 312  | 311  | 307  | 306  |
|               | 2013 | 2015 | 2016 | 2017 | 2018 | 2019 | 2020 | 2021 | 2022 |